# Bruno Vuletić
Bruno Vuletić (Sinj, 5. listopada 1924. – Beograd, 1997.) bio je ratni zapovjednik u Drugome svjetskom ratu, general Jugoslavenske narodne armije i diplomat Socijalističke Federativne Republike Jugoslavije te dugogodišnji zaslužni vojvoda Sinjske alke.

## Životopis
Rođen je u Sinju. Od 1941. godine bio je član Saveza komunističke omladine Jugoslavije, od 15. ožujka 1942. član Komunističke partije . U partizanima je od 15. siječnja 1942. u Srednjedalmatinskom odredu.  U Drugoj dalmatinskoj udarnoj brigadi je bio od 3. listopada 1942. Ratovao je u bitkama na Neretvi i Sutjesci. U travnju 1945. upućen je za komandanta Četvrte dalmatinske brigade.
Poslije rata bio je u diplomaciji. Obnašao je dužnost pomoćnika jugoslavenskog vojnog predstavnika u Washingtonu i Londonu, a vojnim predstavnikom je bio u Pekingu. Bio je član Generalštaba Jugoslavenske narodne armije.
Najviše je od svih alkarskih vojvoda Sinjske alke obnašao tu dužnost, od 1964. do 1979. te od 1981. do 1985. godine. Isposlovao je da se u okviru splitske Vojno-pomorske oblasti osnuje konjička postrojba kako bi alkari jahali prvoklasne konje, donio je odluku o kovanju zlatnika i srebrnjaka Alke. Na jubilarnu Alku 1965. doveo je maršala i predsjednika Josipa Broza Tita te je ishodio televizijske prijenose. U Alci je ostao do 1990. godine kao član časnoga suda. Živio je u Beogradu. Cijeli rat proveo u kućnom pritvoru jer je javno digao glas protiv Slobodana Miloševića i agresije na Hrvatsku. Umro je 1997. godine.
Nosilac je Partizanske spomenice 1941.